# František Mužík
František Mužík (* 1. Mai 1922 in Duchcov; † 30. Juni 1998 in Prag) war ein tschechischer Musikwissenschaftler.

## Leben und Werk
František Mužík promovierte 1952 an der Prager Karls-Universität mit einer Dissertation über „Die Musikgeschichtsschreibung“ (Originaltitel: „Hudební dějepisectví“). 1960 habilitierte er sich dort mit der Arbeit „Die Tyrnauer Handschrift“ (Originaltitel: „Trnavský rukopis“). Er wurde dort dann auf den Lehrstuhl für Musikwissenschaft berufen.
Er verfasste unter anderem „Die ältesten Denkmäler der tschechischen Musik“ (Prag 1963. Das Werk erschien neben der tschechischen Originalausgabe auch in deutscher, englischer und französischer Sprache.), „Die Tyrnauer Handschrift“ (1965), „Herr erbarme dich unser. Zur Geschichte der ältesten tschechischen Gesangsformen“ (in: Miscellanea musicologica XVIII, 1956, Titel im Original in tschechischer Sprache.), „Das Rhythmiksystem des tschechischen Liedes des 14. Jahrhunderts“ (in: Miscellanea musicologica XX, 1967, Titel im Original in tschechischer Sprache.), „Christ ist erstanden.“ (in: Miscellanea musicologica XXI–XXIII, 1968–1970, Titel im Original in tschechischer Sprache.). František Mužík war Chefredakteur der Zeitschrift Hudební vĕda (deutsch: „Musikwissenschaft“).